# لس دی سرتانیا
لس دی سرتانیا (به اسپانیایی: Lles) یک منطقهٔ مسکونی در اسپانیا است که در سردانیا واقع شده‌است. لس دی سرتانیا ۱۰۲٫۸ کیلومتر مربع مساحت دارد ۱٬۴۷۱ متر بالاتر از سطح دریا واقع شده‌است.